# アグラスターハウゼン
アグラスターハウゼン (ドイツ語: Aglasterhausen) は、ドイツ連邦共和国バーデン＝ヴュルテンベルク州ネッカー＝オーデンヴァルト郡に属す町村（以下、本項では便宜上「町」と記述する）。

## 地理

### 位置
町域は、バーデン地方北部の小オーデンヴァルト内に位置し、クライヒガウ北東部に接する。ハイデルベルクから南東25kmの距離にある。

### 自治体の構成
この自治体は、アグラスターハウゼン、ブライテンブロン、ダウデンツェル、ミヒェルバッハの各地区からなる。

## 歴史

### アグラスターハウゼン
村の名前は、古い高地ドイツ語のagilalstra（= Elster = カササギ）に由来する。agilaster、Aggleisterhusen（1265年）、Agilsterhusen（1278年）、Agileisterwiler、Alsterhausen、Agelesterhausen（1406年）と変化し、最終的に現在のAglasterhausenとなった。
アグラスターハウゼンは、1137年のキルヒハイム家の売買証書に初めて記録されている。庇護権はホーネック家に属した。ヴェルナーとコンラートのホーネック兄弟は、1254年5月27日に、この村とヘルムシュタットの権利をヴィンプフェン司教に寄贈した。
1255年頃に、フォン・アギラスターフーゼン (von Agilasterhusen) を名乗る人物（Wer- 以下不明、ヴェルナーか？）がアーノルトおよびシュヴェーネガーとともに、ある文書の署名者として現れる。おそらくこの時代には小さな砦があったと推測される。ロマネスク様式の城塞は、26.6×21mの広さで、厚さ1.10mの壁で囲まれていた。12世紀にはこれに11.4×12.1mの塔が建設された。この建物跡は、1959年の道路拡張工事の際に発見された。この城の城主として、まずは、貴族の家臣のアグライスターハウゼン (Aglaisterhausen)が現れた。村のレーエンの一部は1358年にディーター・ヴォン・マッセンバッハによって購入されている。その後1421年にシュヴィッカー・フォン・ヘルムシュタットがこの城を畑や草地とともに、ヒルシュホルン家に売却した記録がある。ヒルシュホルン騎士家は、司教領の代官として村の管理を行った。十分の一税はヴィンプフェン・イン・タールの司教へ送られた。古い記録によれば、墓地の壁（おそらくヘーファー家付近）沿いに代官所はあった。ヨハン・ヒルシュホルンは、1416年にこの村をプファルツ選帝侯に質入れした。
1632年にヒルシュホルン家が断絶すると、エーレンベルク家がこのレーエンを引き継いだ。さらに1647年にこの家が断絶した後は、司教エーバーハルト・クラッツ・フォン・シャルフェンシュタインの甥にあたるシャルフェンシュタイン伯ヨハン・アントン・クラッツがレーエンを所持した。しかしこうした身内びいきの司教の態度は、プファルツ選帝侯の怒りを招いた。1718年にシャルフェンシュタイン家が断絶すると、この村はヴォルムス司教領となり、エーレンベルク城を本拠とするファロイス家の管理下に置かれた。こうした処置がなされたが、司教の権利はプファルツ選帝侯から護られていた。
1803年、帝国代表者会議主要決議の枠組みに従い、アグラスターハウゼンは、バーデン大公領となった。
1862年にアグラスターハウゼンは、バーデン・オーデンヴァルト鉄道に接続した。

### ブライテンブロン

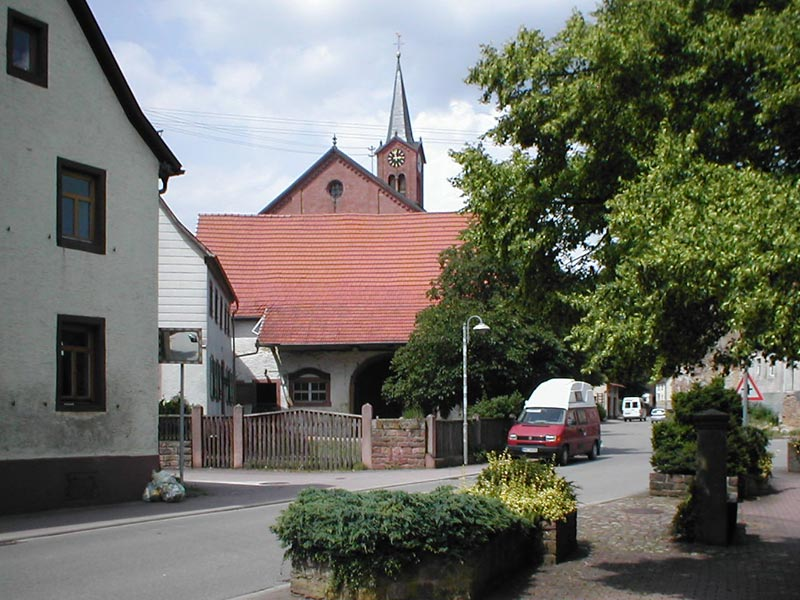
ブライテンブロン中心部

ブライテンブロンは、シュヴァルツバッハ川の横谷に位置する。976年に、皇帝オットー2世によってモースバッハ修道院に授けられた所領として初めて記録に登場する。後にこの村は、プファルツ選帝侯領となった。17世紀のレーエン所有者は、Landschad von Steinach zu Eicholzheimであった。1803年以後、ブライテンブロンは、ベツィルクスアムト・ネッカーゲミュントに属し（ベツィルクスアムトは、当時の行政区分）、1972年3月1日にアグラスターハウゼンと合併した。

### ダウデンツェル
ダウデンツェルは、ブライテンブロンと同じく、976年にモースバッハ修道院に授けられ、後にプファルツ選帝侯領となった。村を治めたのはゲンミンゲン家などであった。ダウデンツェルは1803年までは、プファルツ選帝侯領オーバーアムト・ハイデルベルクの、いわゆる、「Stüber-Cent」に属したが、その後バーデン大公領アムツベツィルク・モースバッハ（後のモースバッハ郡）に属し、1975年1月1日にアグラスターハウゼンに合併した。

### ミヒェルバッハ

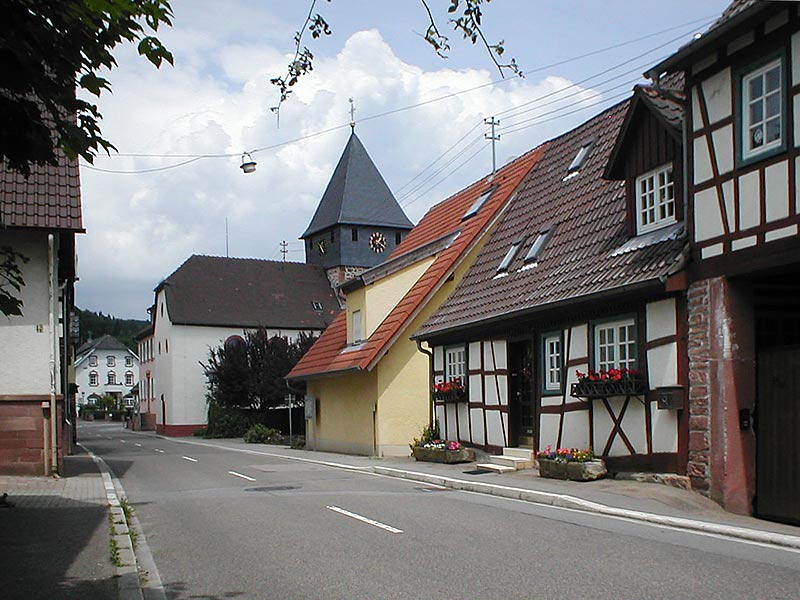
ミヒェルバッハ中心部

ミヒェルバッハは、同名の川が造る渓谷に位置している。1383年に初めて文献に記録が遺されている。プファルツ選帝侯領時代には、たとえばベルリヒンゲン家がレーエン所有者だったこともあり、また教会の後援者としてレーヴェンシュタイン伯やヘルムシュタット家の名も挙げられる。この村は1803年まではプファルツ選帝侯領で、オーバーアムト・ハイデルベルクのStüber-Centに属した。ミヒェルバッハは、1974年2月1日にアグラスターハウゼンと合併した。

### 宗教
プファルツ選帝侯時代の宗教改革以降、アグラスターハウゼンではプロテスタント信者が主である。現在は、2つのプロテスタント教区と1つのカトリック教区が存在する。

### 町村合併
- 1972年: ブライテンブロン
- 1974年: ミヒェルバッハ
- 1975年: ダウデンツェル

## 行政

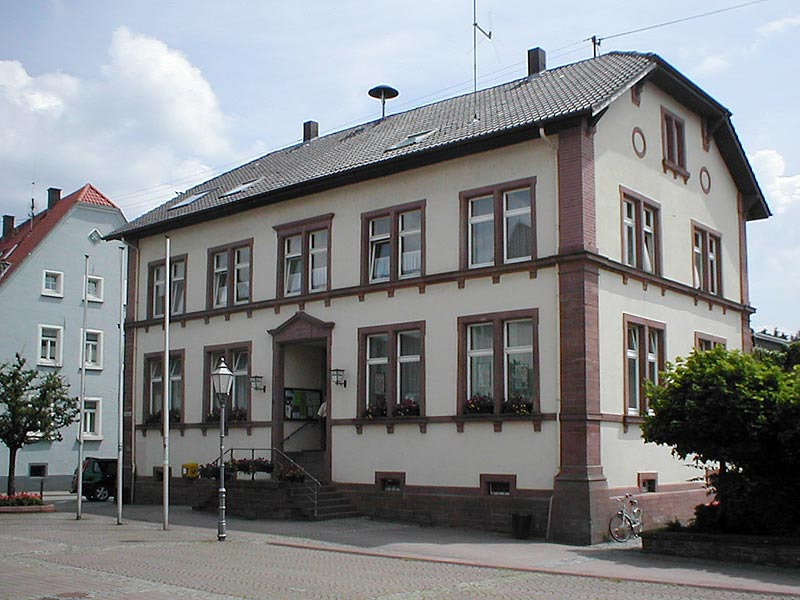
アグラスターハウゼンの町役場

### 議会
アグラスターハウゼンの町議会は20議席からなる。

### 紋章
銀（白）地で、基部は緑。2本の黒い幹の緑のポプラの木の間に赤い家。その屋根には黒いカササギがとまっている。
紋章の図柄は、18世紀後半の印章にこれと似たデザインのものが見られる。描かれているのは、「カササギの家」という意味の町の名前に因んだものである（古い高地ドイツ語で agilastraは、カササギあるいはカラスを意味する）。2本のポプラの間の赤いレンガ屋根は、粘土質の表土の湿った土地であることを示している。

## 文化と見所

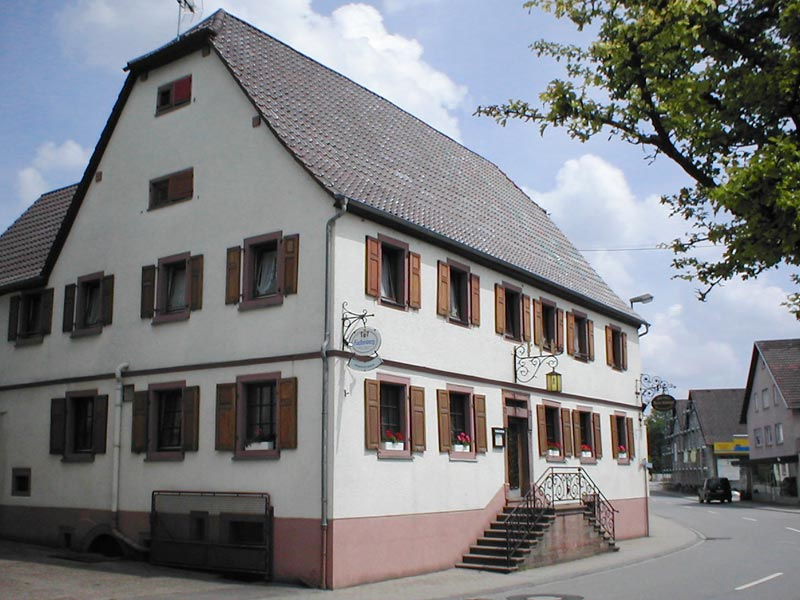
「三人の王」亭

アグラスターハウゼンの中心部には、町役場と、特徴的な3棟の堂からなる1806年から1807年に建設されたプロテスタント教会がある。村の広場には、古いオーク材の泉と、砂岩でできた新しい村の泉がある。牧師館は、18世紀のバロック建築である。メインストリートと州道は1780年頃に選帝侯カール・テオドールが整備したものである。1782年に建てられたStüber-Centの記念碑は2006年に修復がなされた。メインストリート沿いには、この通りが造られた時代からの多くの歴史的建造物が見られる。1780年建造の旅館Gasthaus Drei Könige（「三人の王」亭）は、その代表的な建物である。町には、この他にも多くの、あるものは装飾豊かな、歴史的建造物が保存されている。カトリック教会は1964年に建造された。また、町には1387年から1421年にヘルムシュタット家が居城とした中世盛期の城塞も見られる。この城址は、連邦道B292号線の工事の際に発掘された。ローマ時代の壁や街道跡も遺されている。

Aglasterhausen
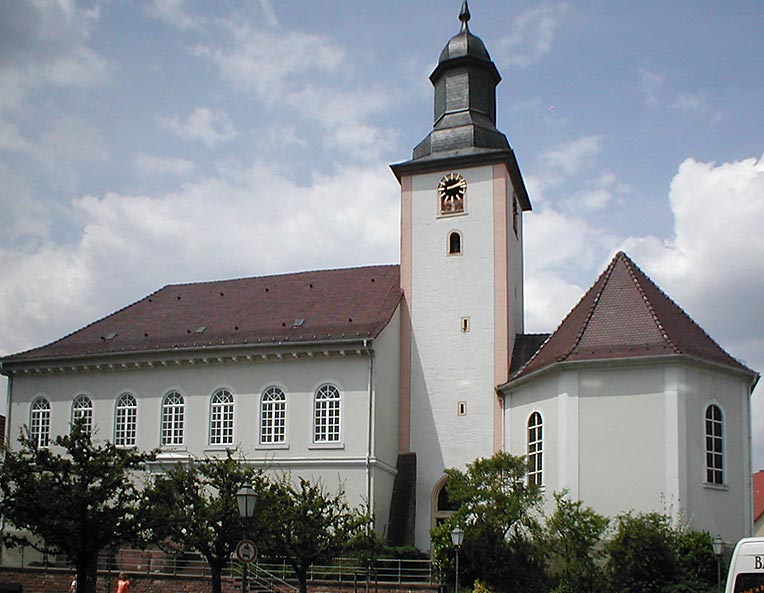
プロテスタント教会
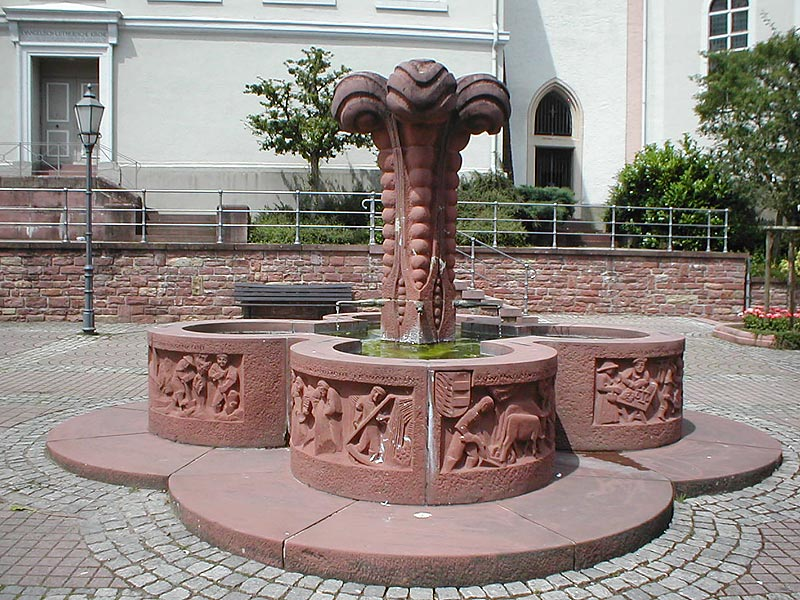
村の泉
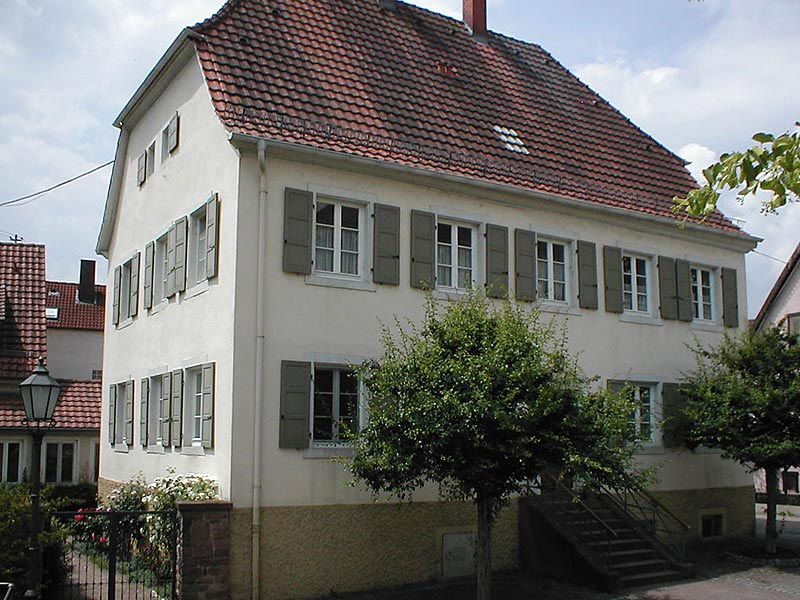
牧師館
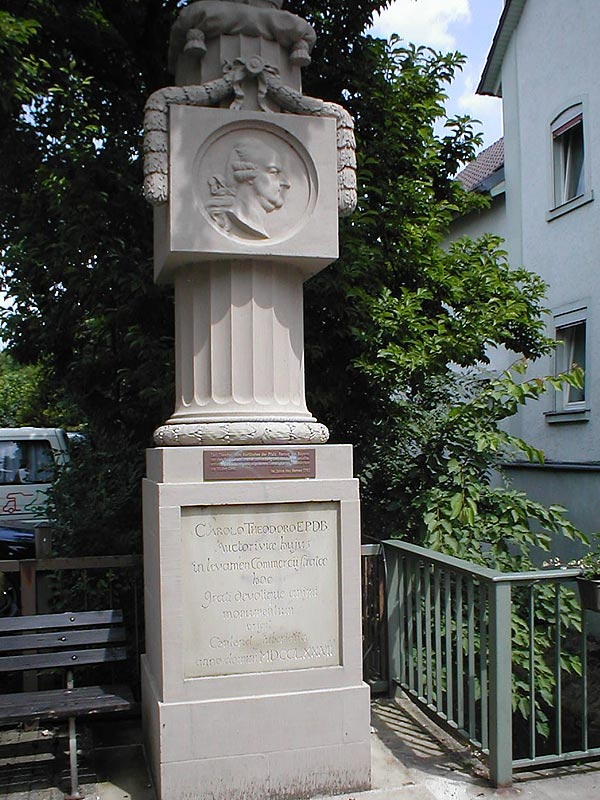
カール・テオドール記念碑
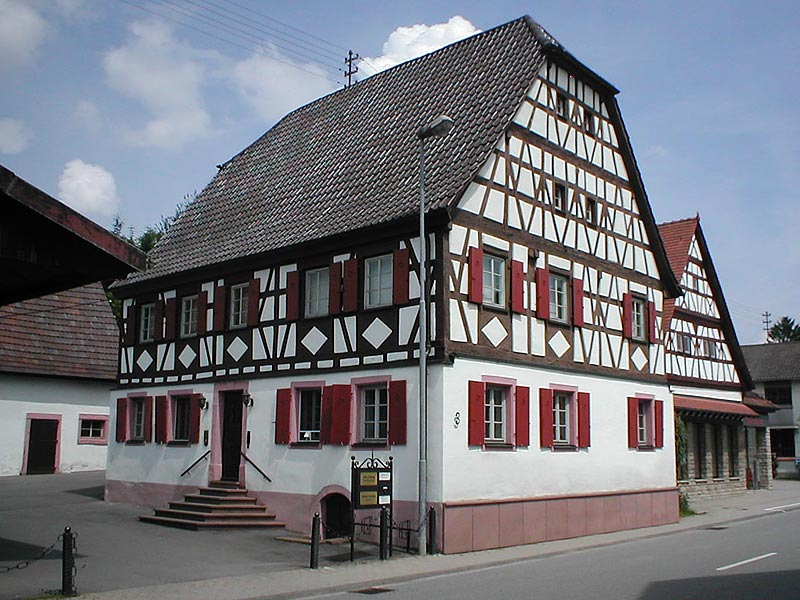
歴史的木組み建築
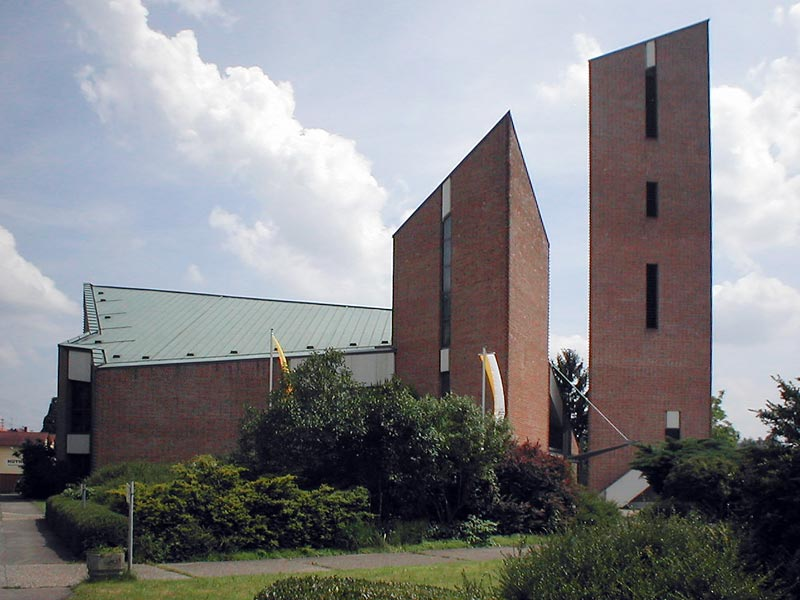
カトリック教会

ブライテンブロンの中心部では、村役場と1840年建造の教会を見ることができる。また、古い村の泉や、一部は18世紀に遡る多くの歴史的建造物が遺されている。

Breitenbronn
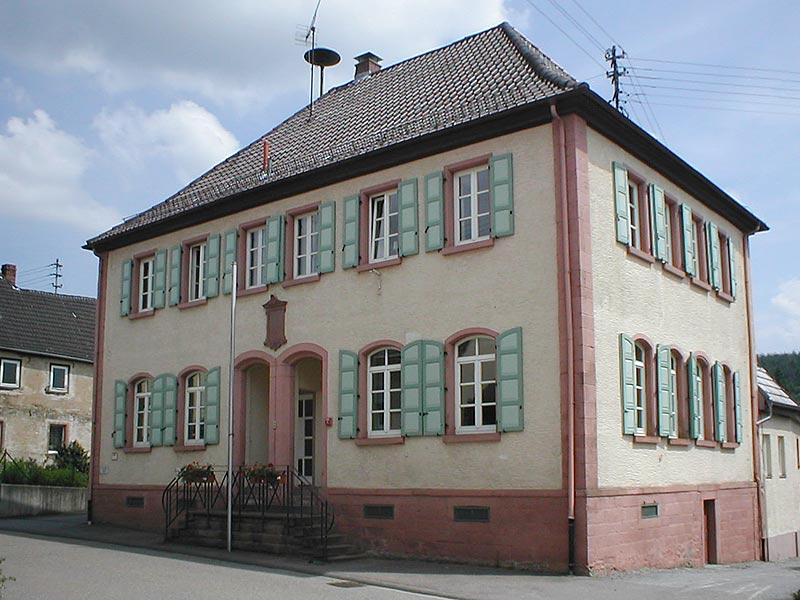
ブライテンブロンの村役場
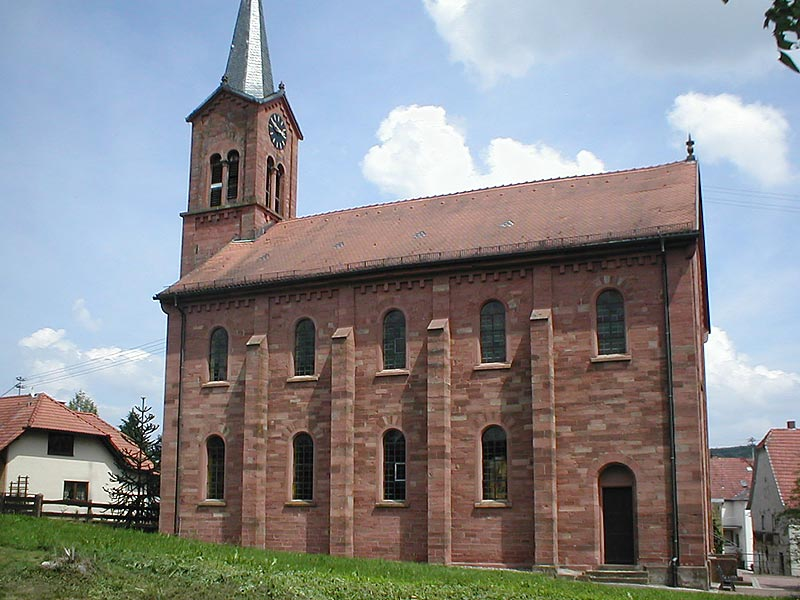
ブライテンブロンの教会
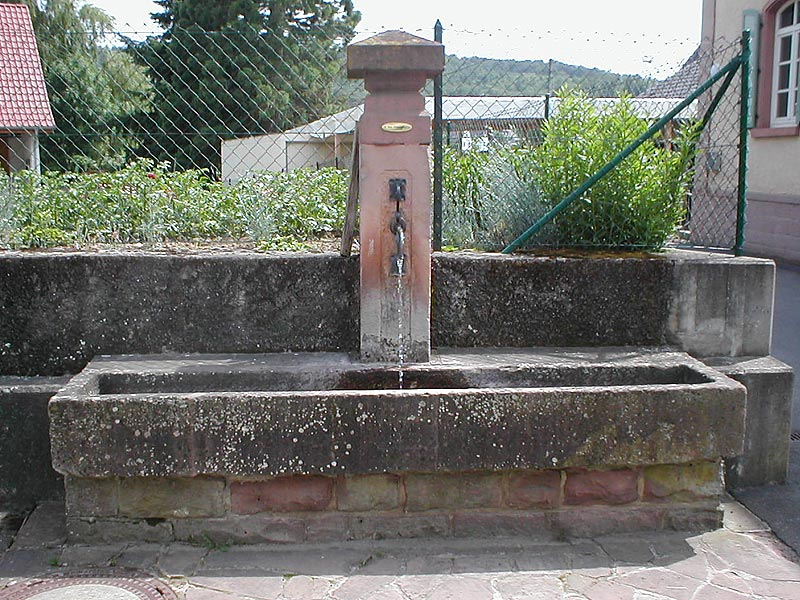
村の泉
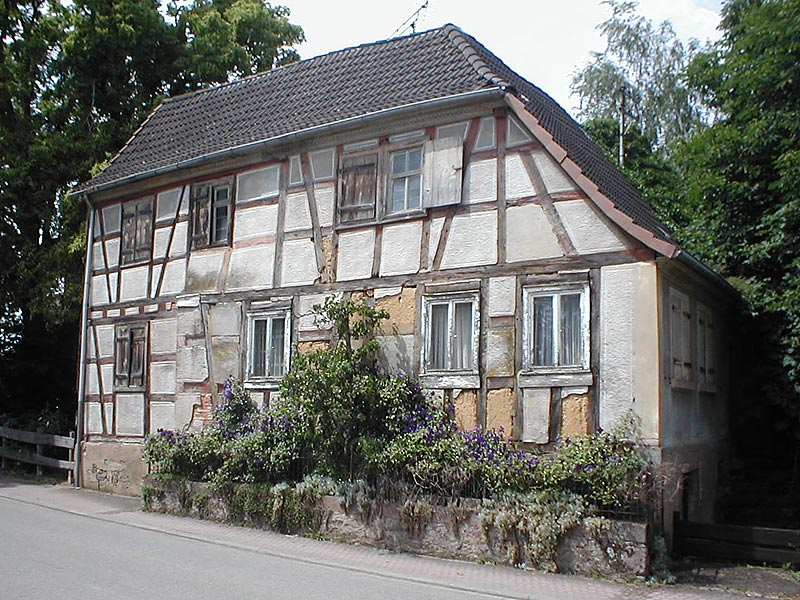
歴史的な木組み建築

ダウデンツェルには、特筆すべき祭壇と、塔に13世紀の壁絵をもつプロテスタント教会がある。教会の隣に建つ牧師館は1735年に建設された。村役場は、村の歴史の場面を描いた大きな壁絵をファサードに持つ。この他にも多くの見事な歴史的建造物に注目すべきである。

Dauenzell
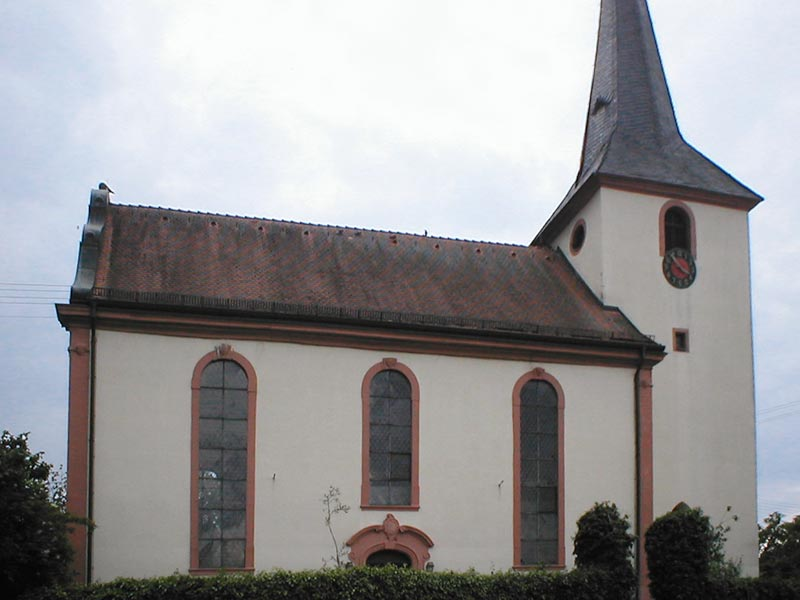
ダウデンツェルのプロテスタント教会
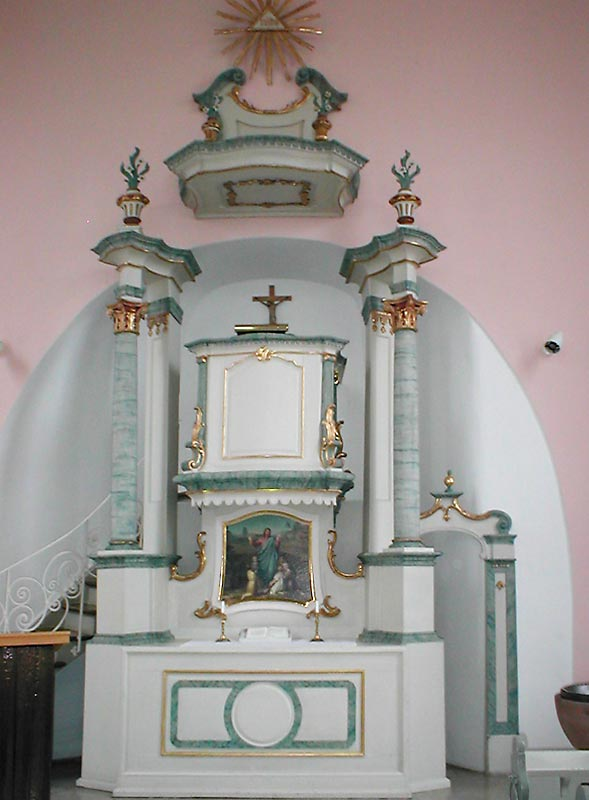
教会の祭壇
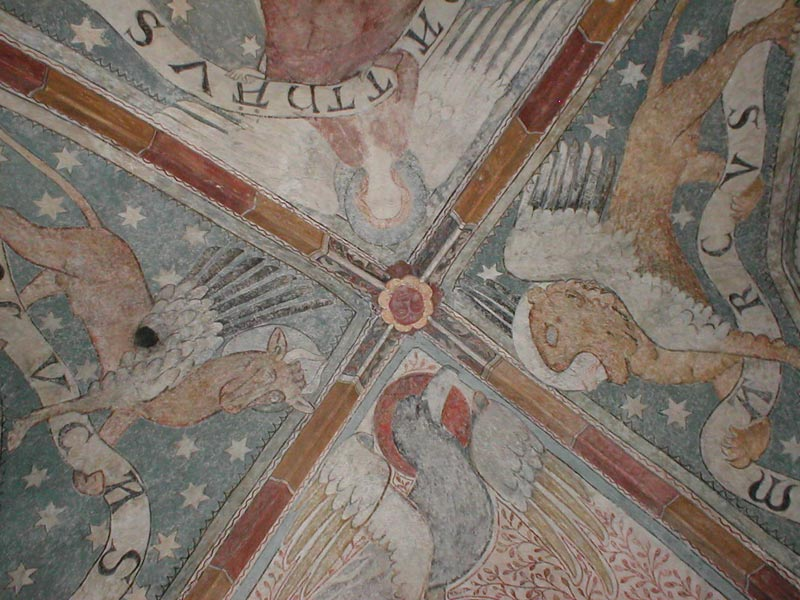
教会の壁絵
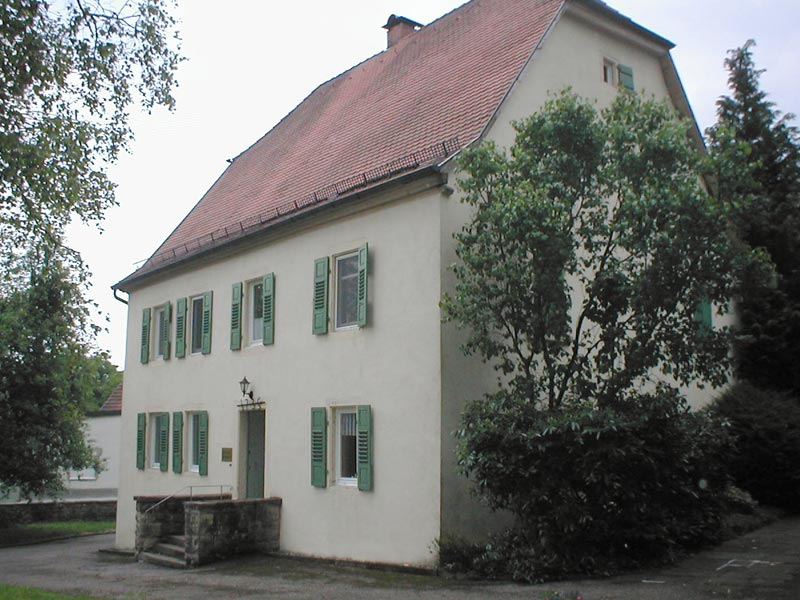
牧師館
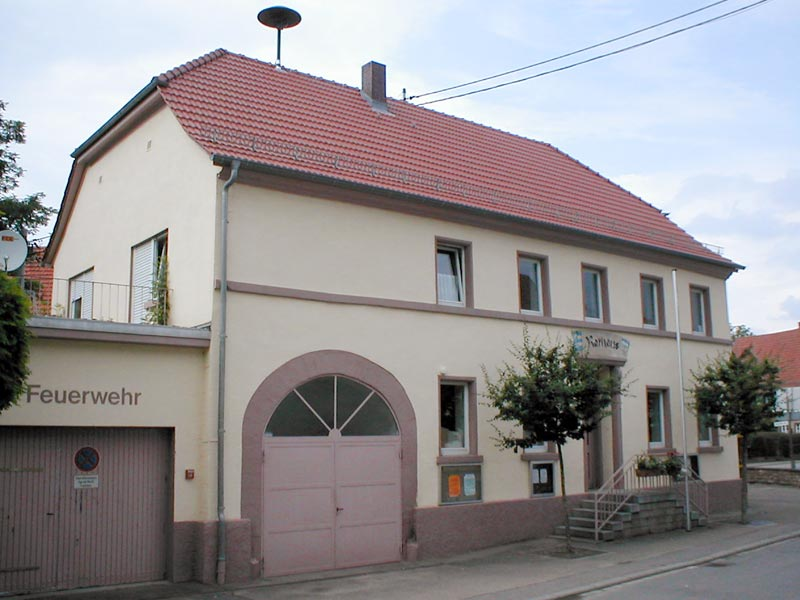
ダウデンツェルの村役場
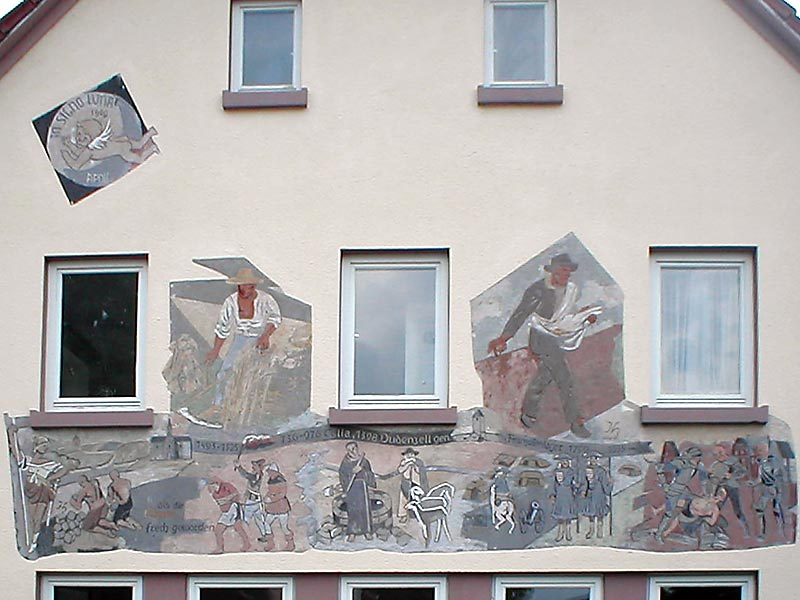
村役場の壁絵
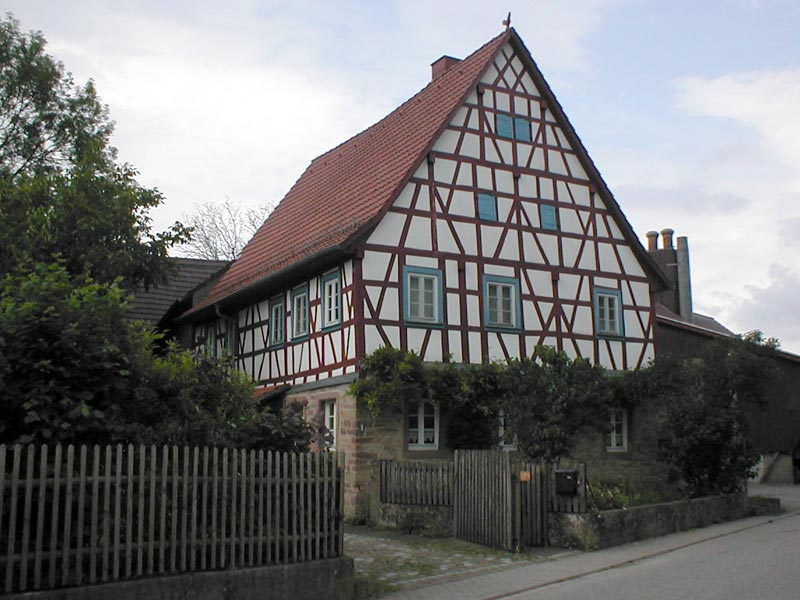
歴史的木組み建築

ミヒェルバッハには、村役場、教会、村の泉の他、歴史的建造物が遺されている。

Michelbach
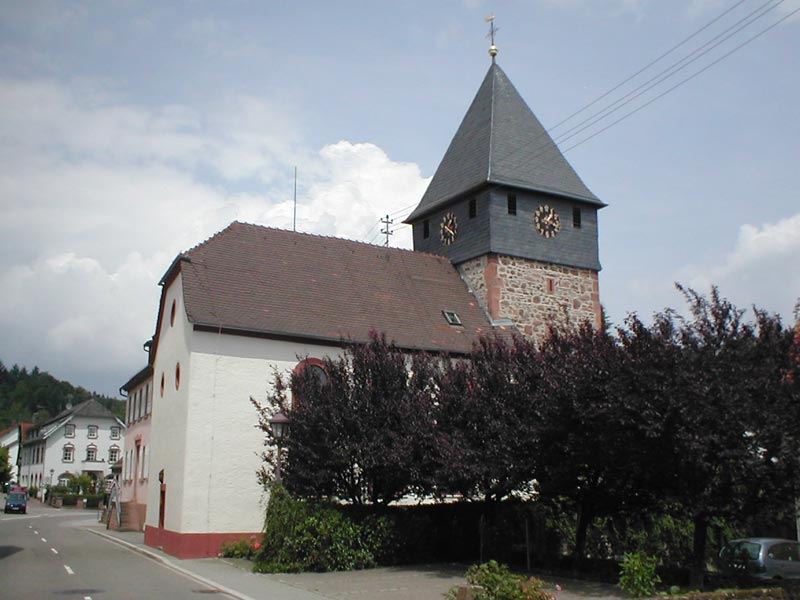
ミヒェルバッハの教会
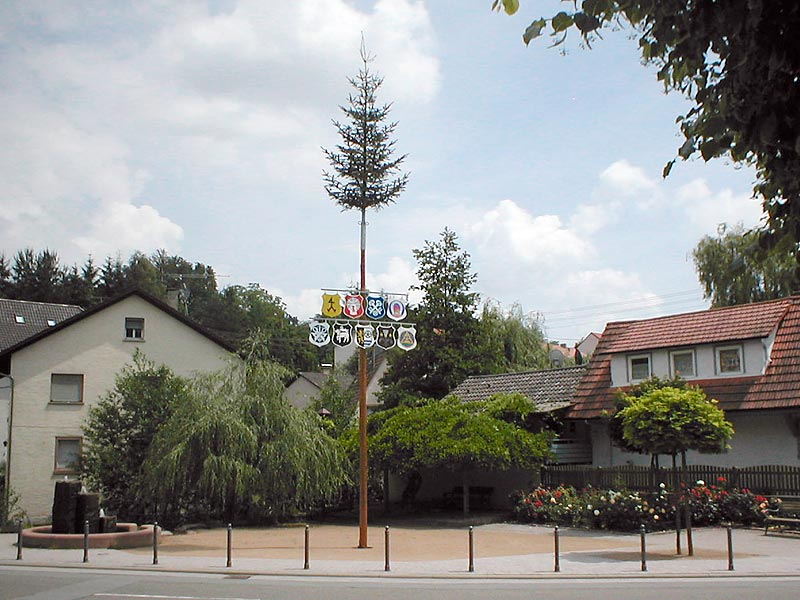
ミヒェルバッハの村の広場
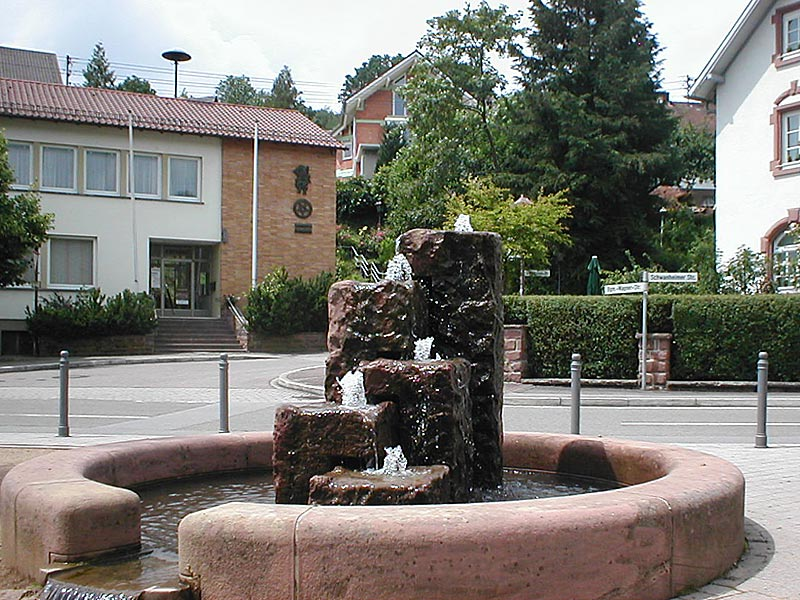
ミヒェルバッハの村の泉

## 経済と社会資本

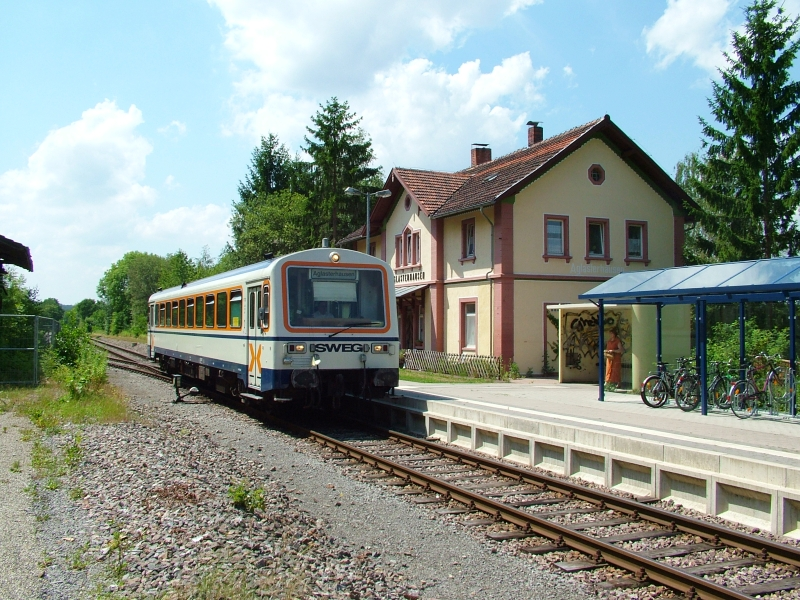
アグラスターハウゼン駅

### 交通
アグラスターハウゼンは、メッケスハイムからのシュヴァルツバッハタール鉄道の終点である。この鉄道は、エルゼンツタール鉄道とともに2009年までに電化され、ラインネッカーSバーンに組み込まれることになっている。これにより、ハイデルベルクやマンハイムに乗り換えなしで行くことができるようになる。また、アグラスターハウゼンは、連邦道B292号線（バート・シェーンボルン – ラウダ＝ケーニヒスホーフェン）により、広域道路網とつながっている。

### 公共施設
- アルテ・ツィーゲライ（旧レンガ工場）認知症患者のためのCaritas（ボランティア団体）の施設
- 老人ホーム、養護施設
- バウラントハレ

## 人物

### 出身者
- アルベルト・シュライナー（1892年 – 1979年）共産主義の政治家、歴史家
- クルト・コッホ（1913年 – 1987年）神学者、著述家

## 引用
1. ↑  Statistisches Landesamt Baden-Württemberg – Bevölkerung nach Nationalität und Geschlecht am 31. Dezember 2023 (CSV-Datei)